# Coronda
Coronda es una ciudad ubicada en el centro-este de la provincia de Santa Fe, República Argentina, a 47 km de la ciudad de Santa Fe, y a 122 km de Rosario, sobre la costa del río homónimo. Está conectada a esas dos grandes ciudades por medio de la Ruta Nacional 11, la Autopista Santa Fe - Rosario y una línea ferroviaria. 
Es una de las ciudades más tradicionales de la Provincia y conocida a nivel nacional e internacional por la producción de frutillas. En Argentina se la reconoce como “Capital Nacional de la Frutilla”. Tiene una gran belleza natural ofreciendo arenas en sus playas y la tranquilidad de días de pesca, entre otras posibilidades.
Es la cabecera del departamento San Jerónimo. Según el censo de 2010, cuenta con 18 115 habitantes.

## Geografía
La ciudad se encuentra ubicada en la margen derecha del río Coronda. Éste, que corre de norte a sur, tiene un ancho aproximado entre 70 y 90m frente a la ciudad. Al este del curso de agua, queda una zona de delta con bañados y una frondosa vegetación.
El relieve de la ciudad y sus alrededores es totalmente llano. Su altitud promedio es de 17 a 21m. La vegetación de los alrededores se corresponde con sembradíos.
Las conexiones de transporte son variadas y buenas. Posee enlace por autopista a las ciudades principales del país. El Ferrocarril General Belgrano tiene una estación en la ciudad (sólo servicio de cargas). El aeropuerto de Sauce Viejo está a unos 25 km.
Coronda comparte con su vecina, enfrente del río Paraná, Diamante (Entre Ríos), el hecho de ser ciudades antiguas que se formaron a ambos lados de uno de los cruces más accesibles del delta del Paraná. Desde hace décadas, existen proyectos de unir las dos ciudades a través de un complejo de puentes ferrovial.

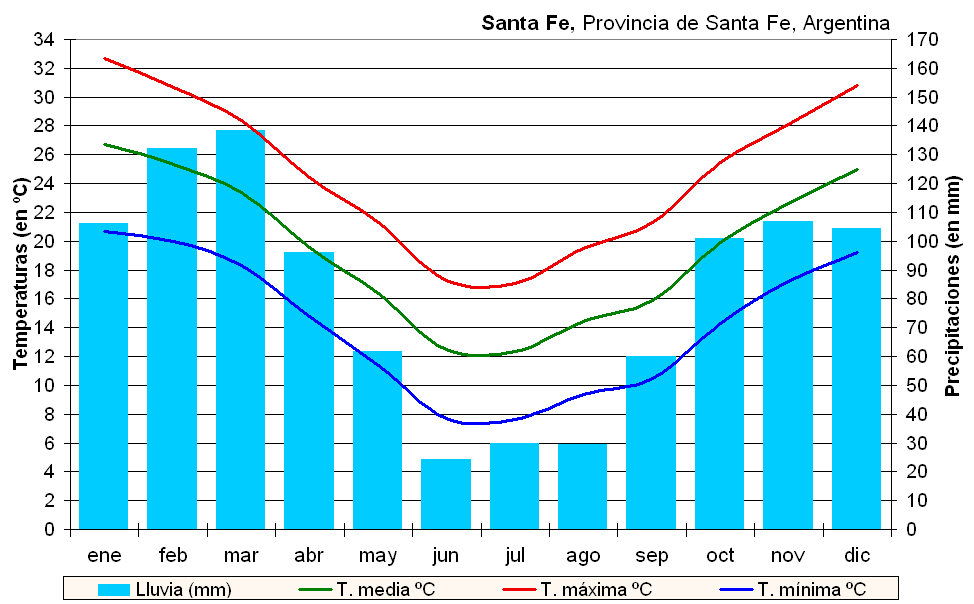
Clima ciudad de Santa Fe. Fuente: SMN

En cuanto al comportamiento atmosférico, según la clasificación climática de Köppen-Geiger, Coronda se halla en la región  Subtropical sin estación seca (verano cálido). La región se caracteriza por:
- Temperatura media del mes más frío es menor de 18 °C y superior a −3 °C y la del mes más cálido es superior a 10 °C.
- Las precipitaciones exceden a la evaporación. Están presentes en la zona templada principalmente, aunque también se presentan en algunas zonas intertropicales. Las precipitaciones constantes a lo largo del año, por lo que no se puede hablar de un periodo seco.
- El verano es caluroso pues se superan los 22 °C de media en el mes más cálido.

Dado a la escasa distancia y al relieve, el clima y las condiciones meteorológicas son análogos a los de la ciudad de Santa Fe.

### Barrios de la Ciudad
- Mitre
- La Cañada
- Malvinas Argentinas
- Alfonsín
- Estrella Roja
- Barrio Stratta
- La Cuarta
- Centro
- Las Chufillas
- Barrio Norte
- Barrio Gálvez
- Basualdo
- Táccari
- Bennetuchi
- Santa María
- Guadalupe
- Urquiza
- Barrio Policial
- Barrio CONAR
- La Iguana
- Las Moras
- Barrio Santo Tomé
- Punta del Este
- Barrio Lafuente
- Barrio Los Paraísos
- Don Segundo Sombra
- Barrio Municipal

## Demografía
Los principales datos censales, según fuentes oficiales son:
| Año  | Total | Urbana | Rural | T. Extr | Varones | V. Urbana | V. Extr | Mujeres | M. Urbana | M. Extr | Analfabetos |
| ---- | ----- | ------ | ----- | ------- | ------- | --------- | ------- | ------- | --------- | ------- | ----------- |
| 1794 | 2000  |        |       |         |         |           |         |         |           |         |             |
| 1858 | 1083  |        |       |         |         |           |         |         |           |         |             |
| 1869 | 1995  | 1245   | 750   |         |         | 578       |         |         | 334       |         |             |
| 1887 | 3273  | 2255   | 1018  | 678     | 1655    |           | 437     | 1618    |           | 301     | 50,8%       |
| 1895 | 2649  | 1725   | 924   |         |         |           |         |         |           |         |             |
| 1914 | 3928  |        |       | 632     | 1964    |           |         | 1964    |           |         |             |
| 1947 | 4656  |        |       | 280     | 2236    |           | 182     | 2420    |           | 98      |             |
| 1960 | 9611  |        |       |         | 5020    |           |         | 4591    |           |         |             |
| 1970 | 9100  |        |       |         | 4795    |           |         | 4305    |           |         |             |
| 1980 | 13543 |        |       |         | 7216    |           |         | 6327    |           |         |             |
| 1991 | 13916 | 12685  | 1231  | 81      | 7100    | 6450      |         | 6816    | 6235      |         | 4,18%       |
| 2001 | 16975 | 15164  | 1811  | 70      | 8998    |           |         | 7977    |           |         | 4,61%       |
| 2010 | 18115 |        |       | 62      | 9338    |           |         | 8777    |           |         | 2,82%       |

## Historia

### Toponimia
Según la reseña de la historiadora local, Alcira Marioni Berra, el “paraje era el asiento de pueblos originarios, los Corondás y también los Timbúes, ambas tribus muy amigables. De ahí nace su nombre, por lo que podemos decir que cuando llegó a estas tierras el adelantado Pedro de Mendoza ya existía ese nombre". 
Coronda era el cacique que por jerarquía y fama tenía el tratamiento de Gran Señor, en el momento de la llegada de los españoles; ellos aplicaron ese nombre a sus gentes. De allí el nombre al río y a la laguna. 

### Primeros pobladores
La mayor parte de los grupos indígenas mencionados en las primeras crónicas de la conquista (Sebastián Gaboto, Luis Ramírez, Diego García de Moguer, Pero Lopes de Souza, Ulrich Schmídel) son el correlato étnico de los pobladores originarios. De sur a norte se ubicaban los chanás, beguás, caracarás, timbúes, corondás, quiloazas, calchínes, mocoretás y mepénes, agrupados modernamente en la macroetnia chaná–timbú.
Los timbúes y caracarás poblaban las inmediaciones del río Carcarañá. Los corundás  y los quiloaza, semisedentarios, constituían una unidad lingüística y étnica que se distinguía por usar determinados adornos (una piedra azul o verde en la nariz). El primer relato de los corondas (karendos) fue realizado por el bábaro Ulrico Schimidel, al servicio de Juan de Ayolas en 1536/7.
A comienzos del siglo XVI, comenzó en la región la llegada de la civilización española. En 1527, Sebastián Gaboto fundó el Fuerte Sancti Spiritus a orillas del río Carcarañá. En 1536, Juan de Ayolas hizo lo propio con el Fuerte de Corpus Christi cerca de la Laguna Coronda. También, Pedro de Mendoza fundó Puerto de Nueva Esperanza en proximidades.
Marioni Berra, refiriéndose directamente a la futura ciudad de Coronda, dice que "los primeros pasos de los conquistadores en el lugar fueron dados con el fuerte Sancti Spiritus... Eran momentos difíciles para los españoles, porque se morían de hambre, no tenían como subsistir y vivían, además, en una zona inundable… por eso Ayolas se volvió a Buenos Aires, por ejemplo... Coronda nació más tarde, con la fundación de Santa Fe en 1573 y todo el proceso de constitucionalidad del gobierno, que entre sus metas señalaba la construcción de espacios geográficos determinados. Aunque previamente a la fundación de la hoy capital provincial ocurrió un suceso muy particular: sin saber uno del otro, Juan de Garay salió desde Asunción y vino a esta zona a fundar un puerto cerca de Buenos Aires y al mismo tiempo, desde Córdoba del Tucumán (actual Córdoba), partió Jerónimo Luis de Cabrera con la misma idea… y fue en Coronda donde se encontraron. Ahí es donde empieza la historia de este paraje”.

### Creación de la localidad y primeros años
Según la profesora Teresita Campana de Olivares, en 1598, el gobernador Hernandarias repartió tierras y, alrededor de los indios, se formó el pueblo. Sin embargo, Coronda carece de un acta de fundación, como estilaban los conquistadores. Se considera a la constitución de la localidad al 28 de marzo de 1664, fecha en la cual se realiza la toma de posesión jurídica de una legua al sur del hoy Arroyo Matadera por parte de Melchor Martínez En esa fecha, Juan Fernández de la Calzada, Alcalde de la Santa Hermandad de la ciudad de Santa Fe de la Vera Cruz, hizo la entrega de una legua de tierra medida a lo largo del río.
A partir de ese momento comenzará el proceso de ocupación efectiva del espacio por parte de los españoles, desalojando definitivamente a los grupos originarios que lo poblaban. En pleno siglo XVIII, sólo existían en el territorio de la provincia tres poblados además de Santa Fe. Los asentamientos urbanizados eran El Pago de los Arroyos (Rosario), Coronda y San José del Rincón.
En 1709, los herederos de Melchor Martínez donaron tierras a favor de la Virgen de la Concepción para la construcción de una capilla. A partir de entonces, el poblado se trasladó al actual emplazamiento. Años más tarde, el Cabildo de Buenos Aires decretó la erección de la parroquia de Coronda.
Dicha capilla se construyó en 1720, produciéndose más tarde el despoblamiento por los continuos ataques de los indios. Entre los años 1746/49 se construyó el fuerte San Jerónimo como contención de los malones en territorios poblados por mocovíes, tobas y abipones.
En 1749, pacificado el pago, regresaron los vecinos. Se autorizó la venta de terrenos que habían sido donados "a la Virgen" a principios del siglo y se abren calles.
En 1772 se constituyó la Compañía de Coronda de las Milicias Santafesinas. A los dos años, la Junta de Temporalidades crea la primera escuela oficial. En 1799 Coronda tenía además: Alcalde de Hermandad, Jueces Pedáneos y Comisionados para sus "Parajes".

### Período posterior a la independencia
Debido a su ubicación geográfica, Coronda fue testigo de numerosos hechos históricos luego de la declaración de la independencia, cuando se produjeron enfrentamientos entre Unitarios y Federales. Luego de la caída del poder central en la década de 1820, durante el período de autonomías provinciales, estos territorios serán testigos de numerosos enfrentamientos armados, del paso de milicias, del accionar de los caudillos y también de pactos y acuerdos.
El Combate de Coronda, se libró en las proximidades. El 24 de mayo de 1821 se enfrentaron Francisco Ramírez y Gregorio Aráoz de Lamadrid, en el marco de la lucha de unitarios y federales. Ramírez, ante la derrota, huyó hacia Córdoba donde encontró la muerte . También, estas tierras serán el lugar elegido por Urquiza para realizar el cruce del Paraná con el Ejército Grande rumbo al enfrentamiento con Rosas en la Batalla de Caseros en 1852. Por su cercanía y las dimensiones del río, el cruce se realizó desde la actual ciudad entrerriana de Diamante a la actual ciudad de Coronda.
Los avatares históricos no ocultaron su belleza. En 1833, pasó por Coronda el naturalista inglés Charles Darwin en un viaje que realizó por América del Sur. En su libro Viaje Alrededor del Mundo publicó "...cruzamos Coronda. Los admirables jardines que la rodean hacen de ella uno de los pueblos más bonitos que he visto en mi vida..." 
En 1837, Estanislao López mandó a construir la Iglesia de San Jerónimo. La parroquia, cuyo edificio actual, de estilo neoclásico de raíz popular, había nacido como tal con el fuerte homónimo de 1749.

### Período constitucional
Según la profesora Campana de Olivares, la pacificación del país y su organización institucional a partir de la Constitución de 1853, llevó consigo una etapa de progreso a Coronda. La creación del puerto, en 1843, tuvo una importante gravitación en la vida de la aldea mientras que la corriente inmigratoria (fundamentalmente de italianos) a partir de mitad de siglo hizo que se intensificara el comercio y se asentaran industrias. En ese período, en pleno desarrollo del modelo agroexportador mediante el cual Argentina se insertará al sistema capitalista mundial como país periférico, el puerto local se convierte en un punto de concentración y salida de la producción agrícola de la campaña con rumbo a Rosario y luego al puerto de Buenos Aires. Para la última década fue cuando la ciudad alcanza su máximo esplendor económico, político y cultural.
Varios hitos señalan el progreso. En 1860 el Gobierno do la Provincia instituye la Corporación Municipal, logrando en 1913 la categoría de Intendencia. En 1863, Coronda logró la categoría de ciudad.
En 1866 se creó la Jefatura política del Departamento Coronda con su primer jefe político el Dr. Marcelino Freyre. En 1867 el gobernador Nicasio Oroño fundó la Colonia Corondina y en 1868 se organizó le Guardia Nacional.

### SigloXXy actualidad
La actividad económica que giraba en torno al movimiento portuario, decayó a principios del siglo cuando los puertos de cabotaje fueron reemplazados por el tendido ferroviario entre los puertos de Santa Fe y Rosario. En 1917 el ramal F1 llegó a la estación Coronda.
En lo educativo, un factor fundamental fue la apertura, en 1909, de la Escuela Normal Mixta de Maestros Rurales que llevó a la ciudad los estudios secundarios. Posteriormente pasó a ser la Escuela Normal N.º 1, la que se constituyó como una de las principales referencias intelectuales de la región. Por sus aulas, pasó la escritora Alfonsina Storni y la pedagoga Olga Cossettini. La pedagoga de la Escuela Nueva, Amanda Arias de Clotet fue también su directora.
En la década de 1930 se construye la Cárcel Modelo que marcará el perfil de la localidad en muchas dimensiones.
A partir de la década de 1940 el cultivo de la frutilla comenzó a cobrar importancia hasta convertirse en la principal actividad productiva y el desarrollo industrial local será subsidiario, en su mayoría, de este cultivo.
El perseverante esfuerzo de instituciones y personas que impulsaron el progreso culminará con la recuperación de la categoría de ciudad en 1967.
En los años 60´se abrieron importantes instituciones como el Liceo Municipal; el actual CAF N° 29, por entonces Guardería Infantil; el Instituto Superior del Profesorado N°6 en otras casas educativas.
En el año 2007 gran parte de la ciudad (sector oeste de la ruta nacional N° 11) sufrió la catástrofe hídrica más importante de la historia reciente de Coronda. Debido al exceso de las precipitaciones ocurridas al oeste de Santa Fe y al este de Córdoba, el arroyo Colastiné fue desbordado inundando gran parte de la ciudad. La existencia de canales clandestinos construidos para desagotar los campos aledaños, agravaron la situación.
La pandemia de 2020 no tardó en llegar. En el mes de julio se detectó el primer caso por COVID-19 en la localidad.

### Síntesis cronológica. Principales hitos
- 28 de marzo de 1664: Melchor Martínez obtiene la posesión legal de las tierras que poblaba al sur del arroyo Matadero (actual emplazamiento de Coronda).
- 1720: primera capilla. El poblado luego se despuebla por los continuos ataques de los pueblos originarios.
- 1746 el cabildo de Santa Fe ordena levantar el fuerte de San Jerónimo.
- 1749: pacificado el pago regresan los vecinos. El Cabildo Eclesiástico de Buenos Aires crea la parroquia de Coronda con jurisdicción desde el río Salado al río Carcarañá.
- 1751-1759: construcción de la iglesia “con plazuela al Norte”. Se autoriza la venta de terrenos que habían sido donados a la Virgen a principios del siglo; se abren calles.
- 1774: la Junta de Temporalidades crea la primera escuela oficial.
- 1837: se bendice la iglesia.
- 1866: se crea la jefatura política del departamento Coronda. Primer Jefe Político Dr. Marcelino Freyre.
- 1909: creación de la Escuela Normal.
- 1913: logra la categoría de intendencia.
- 1917: llegada del tren.
- 1933: habilitación de la cárcel modelo.
- 1967: el perseverante esfuerzo de instituciones y personas culmina con la recuperación de la categoría de ciudad.
- 1983: se inaugura la plazoleta "Héroes de Malvinas"
- 2022. El 2 de abril, a cuarenta años de la Guerra de Malvinas, mediante un acto cívico-militar se descubrió el busto del capitán Rubén Márquez en la plazoleta "Héroes de Malvinas". El busto fue donado por quienes fueron sus cadetes del Liceo Militar General San Martín.

### Otros hechos históricos de interés particular

#### Alfonsina Storni en Coronda
Con la finalidad de completar sus estudios y atraída por la apertura de la carrera de maestro rural en la Escuela Normal Mixta de Maestros Rurales, Alfonsina Storni se estableció en Coronda en 1909. Procedente de Rosario, se alojó en la casa de la hermana de quién sería la directora de su escuela. El decreto de creación de la recientemente establecida escuela determinaba que los estudios se realizarían en un ciclo de dos años y se acordarían becas a las niñas sin recursos que no fueran de la localidad. Las becas cubrían solo la mitad del pago. Dado que los padres de Alfonsina pasaban penurias económicas, la directora de la escuela, María Margarita Gervassoni, le otorgó un cargo de celadora para que cubrir los gastos.
En el registro de inscripciones aparece la leyenda «Alfonsina Storni, 17 años, suiza». Según declaró Gervassoni, ..."fue aceptada por su entusiasmo ya que no tenía certificado de estudios primarios y tampoco aprobó el examen de ingreso, pero la escuela recién abría y necesitaba alumnos". Agregó que Alfonsina mostraba interés en progresar, era alegre, jovial y comunicativa.
Las clases comenzaron el 8 de marzo. Su primer año fue sobresaliente. Su profesora de idioma nacional, Emilia Pérez de la Barra, la estimuló a trabajar porque había detectado en ella condiciones de escritora. Por su parte, la secretaria de la institución, Carlota Garrido de la Peña, una escritora santafesina, propuso publicar un boletín del colegio que reflejara las actividades de este y del lugar. En el segundo número se describe que la alumna docente Storni cantó una romanza con voz dulce y sentimental y en los números cuatro a siete se publicó un trabajo expuesto en unas conferencias sobre temas pedagógicos que se celebraban todos los sábados por los alumnos del segundo año. Se trataba de un método para enseñar aritmética en los primeros grados.
Emilia Pérez de Berra manifestó que Alfonsina, "durante su estada en la escuela demostró ser un talento, pero sus predilecciones eran el ‘bel canto’ y el teatro. Constituía el número obligado de canto que preparaba Gabirondo (el profesor de música) como así también se destacaba en el principal papel de las comedias que, en las veladas en celebración de los días patrios o de fin de curso preparaba María (la directora de la escuela) ... Las letras la atraían también. Como vivía a una cuadra de mi casa, solía venir siempre después del turno de la tarde a charlar conmigo. Yo leía sus trabajos sobre el tema de composición que les había dado en clase. ¿Qué podría corregirle o agregarle si a través de ellos se perfilaba su genial talento? Por eso le decía siempre que debía escribir, ejercitarse, para llegar a su perfección, sin suponer, por cierto, hasta dónde llegaría”.
Se recibió de maestra el 1 de diciembre de 1910. En la oportunidad, escribió en el álbum obsequiado por todas las alumnas a María Margarita Gervassoni, la poesía “El maestro”, dedicándosela. Allí hace una verdadera exaltación de la figura del docente.
Concluidos sus estudios, se radicó nuevamente en Rosario donde fue maestra de grado. Luego fijó su residencia definitiva en Buenos Aires. Habiendo alcanzado la fama como escritora, visitó Coronda en 1930 y 1934 para mantener sus recuerdos juveniles.

#### Don Segundo Sombra
Cuando el 15 de marzo de 1934 Don Segundo Sombra contrajo enlace en segundas nupcias en San Antonio de Areco, declaró tener 81 años, ser nacido en Coronda, hijo de Don Manuel Ramírez Sombra y de Carmen Rodríguez. Por lo tanto, había nacido en 1853.
Segundo Ramírez Sombra es el personaje que se volverá célebre de la mano de Güiraldes. Su actividad laboral lo lleva a radicarse en San Antonio de Areco. Don Segundo Sombra, tal como lo conocerá la literatura es la expresión del mundo rural a mediados del SXIX. "Ramírez" provenía por costumbre de la época del apellido de sus antiguos patrones. No hay certezas del origen del Sombra.

#### Guerra de Malvinas
La Guerra de Malvinas no fue inocua para la ciudad. Algunos ciudadanos lucharon en la contienda. Uno de ellos, el capitán (PM) Rubén Márquez murió en combate. Por su acción heroica, fue condecorado con la Medalla al Valor en Combate. 
En el año 1983 se inauguró la plazoleta "Héroes de Malvinas" para evocar los hechos.   
El 2 de abril de 2022, a cuarenta años de la contienda, mediante un acto cívico-militar, se descubrió el busto del capitán Rubén Márquez en la plazoleta "Héroes de Malvinas" que fuera donado por quienes fueron sus cadetes del Liceo Militar General San Martín. Una representación de los donantes y de los camaradas del fallecido pertenecientes al Liceo Militar General Belgrano se hicieron presentes en el evento.  

## Organización política
De acuerdo a la ley Orgánica de Municipalidades n.º 2756 sancionada el 12 de julio de 1985 y a la cantidad de habitantes, Coronda es un municipio de segunda categoría. Tal categoría establece la cantidad de concejales que debe tener.
Los órganos de gobierno son un Consejo Municipal y de un Departamento Ejecutivo. A su cargo se encuentra un funcionario con el título de Intendente Municipal.
El Concejo Municipal se componen de miembros elegidos directamente por los vecinos (seis concejales correspondientes) que se renuevan bianualmente por mitades. El intendente es elegido por el pueblo en elección directa .
Coronda cuenta con las siguientes áreas: Secretaría de Hacienda; Gobierno & Seguridad; Relaciones Institucionales; Desarrollo Social; Subsecretaría de Producción; Subsecretaría de Cultura; Secretaría de Servicios Públicos; Subsecretaría de Turismo & Deporte; Coordinadora de Centros Comunitarios

## Economía
Si bien a lo largo de su historia se desarrolló vinculada a la actividad ganadera, portuaria y ferroviaria, hoy su identidad nacional está construida por la producción de frutilla. La actividad económica principal es la agrícola, fundamentalmente el cultivo de frutilla. También hay actividad turística, en aprovechamiento del entorno natural que proporciona el río. La presencia de la cárcel suman fondos a la actividad económica. 
Coronda tiene el título de “Capital Nacional de la Frutilla”. La primera planta la llevó Lamberto Lafuente que en 1919 le regaló unas algunas a Juan Savoya, que tuvo el mismo gesto con José García García, el hombre que vio la oportunidad y el negocio. En 1925 sembró todo lo que pudo con frutillas y en 1927 se fue a venderlas a Rosario, que está unos 100 kilómetros al sur. A la Ciudad de Buenos Aires llegó en 1935 y sus frutillas todavía siguen en las verdulerías y en las góndolas de los supermercados. En la década del 20', Cuando García García vio que funcionaba, les regaló plantines a los familiares y amigos y así se comenzó a construir una cadena que en la actualidad genera unos 4.000 puestos de trabajo en las quintas, en las fábricas y en la logística.
Actualmente (2021) hay 90 frutilleros en la zona que explotan cerca de 320 hectáreas y producen entre 9 y 10 millones de kilos por temporada. La mitad de lo producido va al mercado como producto fresco y el otro 50% a la industria. Pese a que se observa una merma en el área de producción (a mediados de los 40 se llegaron a cosechar cerca de 700 hectáreas), la incorporación de tecnología ayudó a levantar los rendimientos. Eso permitió pasar de un rinde de 5 y 6 mil kilos por hectárea al actual de 30 o 40 mil kilos promedio.
Entre los hitos tecnológicos que le dieron impulso a la producción frutillera, se destacan los plantines que se producen en Chubut (Trevelin y El Maitén) y que cada año se trasladan a Coronda, donde se implantan entre marzo y mayo. La cosecha comienza en el mes de junio y la primera producción va a los mercados centrales (principalmente Buenos Aires, luego Rosario y Córdoba) para su venta en verdulerías y supermercados.
La recolección sigue siendo frutilla por frutilla. Comienza en junio y tiene su pico entre septiembre y octubre.
La industria de procesado de frutilla juega un papel fundamental. En Coronda hay 7 pymes que elaboran pulpa (principalmente para grandes cadenas de heladerías) y mermeladas. El proceso productivo de la frutilla incluye las etapas de empaque, transporte y comercialización que emplean entre 3000 y 5000 personas por año, verificándose la mayor ocupación en el momento del trasplante y la cosecha.
El destino de la producción es del 50% para el consumo fresco y 50% para las industrias (fábricas de dulce, pulpas, congelados, cubeteados, congelado individual, al natural). Varias industrias procesan frutilla para heladería, repostería, mermeladas, en almíbar y fruta para yogur.

## Educación
Los establecimientos educativos son:
- Escuela Primaria n.º 790 "Pablo Pizzurno"
- Escuela Primaria n.º 288 "José Hernández"
- Escuela Primaria n.º 1214 "Granaderos de San Lorenzo"
- Escuela Primaria n.º 301 "General Manuel Belgrano"
- Escuela Primaria n.º 310 "Carlos Tercero Arguimbau"
- Escuela Primaria n.º 484 "Nicasio Oroño"
- Escuela Primaria n.º 612 "Manuel Gaete"
- Escuela Primaria n.º 819 "Simón de Iriondo"
- Escuela Primaria n.º 1244 "María Margarita Gervassoni"
- Escuela Primaria n.º 6164 "Malvinas Argentinas"
- Escuela Primaria Nocturna n.º 80
- Escuela Primaria Nocturna n.º 2002
- Taller de Educación Manual n.º 97 "Pablo Pizzurno"
- Centro de Educación Física n.º 22
- Jardín de Infantes n.º 93 "Amada A. de Clotet"
- Escuela de Educación Secundaria Orientada n.º 201 "José Elías Galisteo"
- Escuela de Educación Secundaria Orientada n.º 537 "Olga Cossettini"
- Escuela de Educación Técnico Profesional n.º 612 "Eudocio de los Santos Giménez"
- Escuela de Enseñanza Media Para Adultos n.º 1148
- Escuela de Enseñanza Media para Adultos n.º 6148.
- C.E.C.LA. n.º 21
- Centro de Alfabetización n.º 304
- Centro de Alfabetización n.º 311
- Instituto Superior del Profesorado n.º 6 "Leopoldo Chizzini Melo"

## Turismo y cultura
La ubicación de la ciudad sobre la ribera del río Coronda la convierte en centro de múltiples actividades náuticas. Es sede de la Maratón Acuática Internacional Río Coronda y alberga numerosos concursos de pesca y distintas actividades deportivas fluviales.

### Edificios y lugares de interés histórico-cultural

#### Plaza Urquiza
La  plaza es el centro de reunión de la población especialmente los días domingos, cuando se realiza algún encuentro de artesanos, muestra, recitales u algún otro acontecimiento.
El monumento en el centro de ella fue el primero que se levantó en el país para honrar a Justo José de Urquiza. El coronel José Rodríguez fue quien presidió la comisión que logró que en 1870 se erija la estatua en cuestión.
En 1910 se construyeron las veredas y a los seis años se inauguró las estatuas ubicadas en los cuatro puntos cardonales de la plaza.
En marzo de 1940, un rayo destruyó la estatua de Urquiza. La institución “Los Amigos de Coronda”, la reemplazó por el actual busto y se dejó en el lugar la columna conocida como Pequeño Obelisco.

#### Parroquia San Jerónimo
El continuo ataque de malones que llegaban desde el norte de la provincia provocó, además del éxodo de los pobladores, la destrucción de la capilla levantada en 1720 en honor a Ntra. Sra. de la Concepción, en tierras donadas a la Virgen por Tomasa Ramírez del Castillo, descendiente de M. Martínez, en 1709.
Hacia 1749 se había logrado la pacificación del pago gracias a la construcción del Fuerte San Jerónimo. El Cabildo Eclesiástico de Bs. As. decretó la erección canónica de la Parroquia, declarándola libre del curato de Santa Fe y del Pago de los Arroyos. Se levantó un oratorio que fue reemplazado por una precaria iglesia en el año 1758.
El edificio actual fue mandado a construir en el gobierno del Brigadier General Estanislao López en el año 1835. Bendecido en 1837, solo contaba con una nave central. En 1945 se construye la nave oeste y en el año 1957 la nave este.
En 1975 fue declarada Monumento Histórico Provincial por su antigüedad y la riqueza de su archivo.

#### Edificio Municipal. Casona Larrechea
En la década de 1880, la casa perteneció a Pedro Larrechea, quien por ese entonces era Jefe Político del Departamento San Jerónimo. Después de ser residencia familiar, funcionó allí el Hotel Larrechea y luego Hotel Coronda. En 1913 fue Petit Salón para la Sociedad de Beneficencia y más tarde funcionó en el lugar los Talleres de la Escuela Normal. También fue sede del Secundario de la Escuela, siendo la planta alta, la casa habitación de la Amanda Arias de Clotet, su Directora. Fue Museo y sala de proyecciones.
Entre 1940 y 1955 funciono el primer Jardín de Infantes de la ciudad. Luego, lo hicieron confiterías bailables.
Fue adquirida por la Municipalidad de Coronda en el año 1988 que trasladó allí su cede el 30 de septiembre de 1992.

#### Ex Jefatura Política del Departamento (hoy Unidad Regional XV de la Policía)
Ante las necesidades de la administración pública de Coronda, el Gobierno de la Provincia, siendo Gobernador Nicasio Victorino Oroño, por ley del 11 de septiembre de 1965, se dispuso la construcción de un edificio que debería dar cabida a los distintos organismos públicos locales. La licitación fue ganada por el ingeniero Jonás Larguía, quien realizó la obra de acuerdo con la propuesta, siendo entregada al gobierno provincial en 1867.
A fines de 1888, durante la gobernación del doctor José Gálvez, se llamó a licitación para construir en el mismo lugar otro edificio, al que más tarde los habitantes denominaron “El Cabildo de Coronda” porque recordaba la actuación de los antiguos cabildos coloniales ya que estarían allí las oficinas municipales. A principios de 1889 se adjudicó la construcción al ingeniero francés Gabriel Giraudón.
La inauguración del Cabildo se llevó a cabo el 25 de diciembre de 1889, con una fiesta en la plaza Urquiza y el gobernador Gálvez que llegó en un tren especialmente fletado desde Santa Fe.
Con el correr del tiempo, el crecimiento de las reparticiones, la construcción de la Municipalidad y, especialmente, la creación de la Jefatura de Policía del departamento San Jerónimo, hoy Unidad Regional XV, se incrementó su numerario en efectivos y dependencias y fue absorbiendo poco a poco las comodidades del edificio, hasta que en 1977 el edificio quedó en su totalidad destinado a la Policía.
Al inaugurarse, el cabildo contaba con un amplio y lujoso salón de fiestas que ocupaba la planta alta de todo el frente del edificio, el cual se hallaba amueblada al más alto estilo, con alfombras, cortinas, juegos de sala tapizados en seda y grandes arañas, todo similar a los existentes en el Club del orden de Santa Fe. Contaba con energía eléctrica e iluminación suministrada por un molino. El reloj del Cabildo, pertenecía a la iglesia Matriz de Santa Fe

#### Ex Escuela Normal Mixta de Maestros Rurales
En los comienzos del año 1909, el gobierno provincial, con sede en Rosario, dictó el decreto de organización de la Escuela Normal Mixta de Maestros Rurales de Coronda. Los estudios se realizarían en un ciclo de dos años y se acordarían becas a las niñas sin recursos que no fueran de la localidad. Su primera sede estaba ubicada en la actual calle San Martín y Sarmiento. El correspondiente edificio había sido construido a fines del siglo XIX para la sucursal del Banco Provincial.
Ese mismo año se inauguró. Con el pasar del tiempo, cambió su nombre por el de Escuela Normal de Maestros. La última promoción de maestros egresó en 1969. De ahí en más comenzaron a crearse los distintos bachilleratos. Posteriormente, se mudó a las actuales instalaciones de la calle San Martín, en inmediaciones. Actualmente en el edificio funcionan la Escuela María Margarita Gervasoni, la Escuela José Elías Galisteo y el Instituto de Profesorado Leopoldo Chizzini Melo.

#### Biblioteca Popular
Fundada el 1 de octubre de 1912. En 1922 se le colocó el nombre de “coronel José Rodríguez”. Desde 1972 se realizan en el mes de septiembre las Jornadas Culturales que fueron propuestas por José Cagnin, escritor local.

#### Plazoleta “Héroes de Malvinas”
Inaugurada el 2 de abril de 1983 frente a la estación del ferrocarril. Evoca a los combatientes de la contienda.

#### Museo Municipal “José Manuel Maciel”
Inaugurado el 29 de septiembre de 1982, se halla en la intersección de las calles 25 de Mayo y Sarmiento, a solo cien metros de la Plaza Urquiza. Ocupa una construcción de fines del siglo XIX que perteneció a José Manuel Maciel, jefe político del Departamento San Jerónimo a partir de 1910. El edificio fue cedido, en comodato a la municipalidad por los descendientes de Maciel (familia Etcheverhere).
Cuenta con cinco salas: sala 1 Arqueología, con objetos de los pueblos originarios; salas 2 y 3 dan cuenta de diferentes períodos de la historia de la ciudad de Coronda hasta fines del siglo XX; sala 4, destinada al arte y la sala 5 con un recorrido por las Ciencias Naturales.

### Celebraciones y eventos locales

#### Maratón Internacional Santa Fe Coronda
Anualmente, en los meses de febrero, se desarrolla en el río Coronda la Maratón Acuática Internacional Santa Fe - Coronda, con la participación de nadadores nacionales e internacionales. El evento tiene su partida en la avenida Costanera de la ciudad de Santa Fe y la llegada en la avenida Costanera de Coronda, tras 57 km de recorrido. Su duración aproximada es de ocho horas y la cantidad de participantes, veinticinco.
Su primera edición fue el 22 de enero de 1961. Nació como consecuencia de los resultados que en otros países obtenían los nadadores argentinos. Eso impulsó la realización de similares competencias en la Argentina aprovechando la ejecución de la Miramar - Mar del Plata, la que convocaba nadadores de alto nivel internacional.
Existieron interrupciones por dificultades económicas o políticas. Hasta 2022 se realizaron 35 ediciones.

#### Fiesta Provincial del Estudiante
Esta fiesta es organizada anualmente por la Cooperadora de la Escuela Media Nª 201 “José Elías Galisteo”.
Comenzó en el año 1992 como "Fiesta Regional del Estudiante". Se invitaron a las escuelas secundarias cercanas a participar de la elección de la “Reina Regional de los Estudiantes”, y para presentarlas ante el pueblo se sugirió a los alumnos de los establecimientos que ornamentaran camionetas a fin de pasearlas por las calles. Pero cada división preparó carrozas con singulares alegorías trabajando en el campo de deportes de la escuela. Se pensó entonces en pasear a las postulantes en automóviles antiguos, y lo realizado por los alumnos a continuación, como en las clásicas estudiantinas.

#### Fiesta Nacional de La Frutilla
En 1946 la Sociedad Cooperativa de Agricultores decidió crear una fiesta que corone anualmente, a través de una reina evocativa, el trabajo y los resultados obtenidos en esa producción, ya fuertemente arraigada en las expectativas y en el sentimiento de los lugareños. La comisión de fomento organizó la edición inaugural, que fue una muestra regional de frutos, que contó con el apoyo de la Federación Agraria Argentina. Desfilaron en el atrio de la ex-Escuela Normal las candidatas a reina, todas ellas corondinas.
En 1957 un grupo de jóvenes fundó la Unión de Entidades para el Progreso de Coronda y dispuso la recreación de la fiesta. Entre estos organizadores se encontraba Eduardo Alfonso Acosta, quién durante muchos años fue el baluarte de apoyo para la fiesta.
Desde 1958 y por Decreto Nro. 007182/58 del Presidente Arturo Frondizi, se instituyó la Fiesta Nacional de la Frutilla organizada por la Municipalidad.
El evento se realiza el primer fin de semana de noviembre, iniciando el viernes y culminando el domingo de acuerdo al siguiente esquema: El viernes se realiza el concurso de despalilladores y recolectores, se abre un paseo de artesanos y comienza la actuación (en vivo) de grupos musicales locales y nacionales. El sábado es la noche principal, en la que se realiza la elección de la Reina Nacional. Finalizando, el domingo en dónde se presenta a la nueva soberana que será Reina de la Frutilla hasta la próxima Fiesta Nacional.

## Instituto Correccional Modelo U1 Dr. César Tabares
A principios del siglo XX, surgió la propuesta del Diputado Nacional Dr. Julián Pera para la constitución de una cárcel para 5.000 hombres ubicada en Esperanza o en Coronda y sus respectivas zonas de influencia. Pasó un tiempo y en 1909 resurgió la idea de la mano del Diputado Dr. Rafael Biancofiore de crear un presidio bajo el sistema auburniano pero adaptado a nuestro país y con una capacidad máxima de mil internos. El sistema auburniano es trabajo en régimen comunitario y aislamiento nocturno de los presos pero sin el rigor extremo basado en el silencio absoluto con el que fue creado en 1826 en Nueva York.
Lo que se logró con la instauración de este penal en Coronda fue romper con viejos vicios de malos tratos institucionalizados y mejorar la calidad de encierro respetando el artículo 15 de la Constitución Nacional. 
La elección de Coronda como sede fue iniciativa del Diputado López Zamora, quien dijo que esta localidad era equidistante a Rosario y Santa Fe, tenía vías de comunicación que las interrelacionaba pero sobre todo nombró a la entonces comuna corondina como “histórica población que no puede ser abandonada y que tiene derecho de reclamar apoyo de los poderes públicos ya que la cárcel le dará vida”.
El 22 de junio de 1909 se aprobó la Ley de Creación N° 1592 y la ubicación del futuro penal. El emplazamiento sería un terreno al que se llamaba Quinta de Viñas, en una zona entonces suburbana, al sur del pueblo.
La obra llevó 18 años. Comenzó en 1915, gracias al Diputado Nacional Dr. Héctor López (corondino) que insistió tanto hasta que pudo retomarse el proyecto dejado de lado hacía un lustro por cuestiones presupuestarias. En 1927 se firmó el contrato de obra, la que se terminó en 1938. Sin embargo, el 12 de agosto de 1933 ingresaba la primera guardia armada por lo cual se estableció ese día como fecha de inauguración de la Cárcel Modelo de Coronda.
Desde 1971 comenzó a llamarse Instituto Correccional Modelo Unidad 1. Por Ley 10.858, del año 1992 se le agregó el nombre de Dr. César Tabares, en honor a un ex director de la cárcel, abogado militante peronista que desapareció durante la dictadura y del que nunca más se supo nada.
El edificio que se mantiene cuenta con 24962 metros cuadrados de superficie, con un muro externo de 1127 metros de largo, una altura de 6 metros y un torreón de 41 metros de altura.

## Medios de Comunicación

### Emisoras de Radio de Frecuencia Modulada
| Frecuencia | Nombre de la Emisora |
| ---------- | -------------------- |
| 88.1 MHz   | FM Primavera         |
| 93.9 MHz   | FM Sensación         |
| 94.3 MHz   | FM Río               |
| 104.3 MHz  | FM Costa Blanca      |

## Ciudadanos ilustres
- Rubén Eduardo Márquez, capitán (PM) del Ejército Argentino. Muerto en combate el 30 de mayo de 1982 en la Guerra de Malvinas.
- Manuel Leiva, integrante del Congreso Constituyente de 1853.
- Nicasio Oroño, estadista de profundo espíritu progresista.
- María Margarita Gervassoni (1882-1940). Directora fundadora de la Escuela Normal de Maestros Rurales de Coronda. en 1909. Presidente de la Biblioteca Popular.[39]
- José Rodríguez (1813-1893). Coronel y jefe político del departamento. Destacada actuación en la defensa de la población contra los indios y en las guerras civiles. Participó en las Batallas de Caseros, Cepeda, Pavón.[40]
- Antonio Caggiano, Cardenal, primer Obispo de Rosario y arzobispo de Buenos Aires.